# 高砂市立竜山中学校
高砂市立竜山中学校（たかさごしりつたつやまちゅうがっこう）は、兵庫県高砂市松陽にある公立中学校。

## 概要
- 校名の由来は、近くにある石の宝殿で有名な竜山。
- 校歌

作詞：中井馨、作曲：西充

## 沿革
- 1985年（昭和60年）4月6日 - 高砂市立竜山中学校開校
- 1986年（昭和61年）3月7日 - 校歌発表

## 部活動

### 運動部
- 野球部
- 陸上競技部
- 柔道部
- 剣道部
- 男子ソフトテニス部
- ソフトボール部
- 男子ハンドボール部
- 女子バスケットボール部

### 文化部
- 吹奏楽部
- 茶華道部
- 美術部

## 事件・訴訟
1998年8月28日、バレーボール部合宿中、スパイクミスをした男子部員（当時2年生）に腹を立てた同部男性顧問（当時41歳）が当該部員の顔面をバレーボールを至近距離から生徒の頭部にぶつける「顔面ボール」なる暴行を加え、当該部員生徒は意識不明で昏倒、以降、植物状態となり被害生徒の母親が高砂市に損害賠償などを求めて提訴。
2001年9月23日、神戸地方裁判所姫路支部（島田清次郎裁判長）で、高砂市が損害賠償金1億6000万円を支払うこと、再発防止に努めることなどの条件で和解した。

## 出身者
- 小田幸平 - 元プロ野球選手（読売ジャイアンツ→中日ドラゴンズ）
- 二山しょう - お笑いタレント（ハイスクールマンザイ2017優勝者、吉本総合芸能学院大阪校42期生）
- 朝興貴祐貴 - 大相撲力士（高砂部屋）

## 通学区域が隣接している学校
- 高砂市立松陽中学校
- 高砂市立鹿島中学校
- 姫路市立東中学校
- 高砂市立宝殿中学校
- 高砂市立荒井中学校